# Best Love Song
Best Love Song è un singolo del cantante statunitense T-Pain, pubblicato il 22 marzo 2011 come primo estratto dal quinto album in studio RevolveЯ.
Il singolo ha visto la collaborazione del cantante e rapper statunitense Chris Brown.
Il brano è stato inserito nella colonna sonora del primo episodio della serie Hart of Dixie.

## Tracce
Download digitale
1. Best Love Song (feat. Chris Brown) – 3:17

## Classifiche
| Classifica (2011)    | Posizione più alta |
| -------------------- | ------------------ |
| Australia            | 32                 |
| US Billboard Hot 100 | 33                 |
| Regno Unito          | 40                 |